# Quan hệ song phương
Quan hệ song phương / Chủ nghĩa song phương là việc tiến hành các mối quan hệ chính trị, kinh tế hoặc văn hóa giữa hai quốc gia có chủ quyền. Nó trái ngược với chủ nghĩa đơn phương hoặc đa phương, là hoạt động của một quốc gia duy nhất hoặc hợp tác cùng nhau bởi nhiều quốc gia. Khi các quốc gia công nhận nhau là quốc gia có chủ quyền và đồng ý quan hệ ngoại giao, họ tạo ra mối quan hệ song phương. Các quốc gia có quan hệ song phương sẽ trao đổi các đại lý ngoại giao như đại sứ để tạo điều kiện cho các cuộc đối thoại và hợp tác.
Các hiệp định kinh tế, như hiệp định thương mại tự do (FTA) hoặc đầu tư trực tiếp nước ngoài (FDI), được ký kết bởi hai quốc gia, là một ví dụ phổ biến của chủ nghĩa song phương. Vì hầu hết các thỏa thuận kinh tế được ký kết theo các đặc điểm cụ thể của các quốc gia ký kết để dành sự ưu đãi cho nhau, không phải là một nguyên tắc chung chung mà là sự khác biệt mang tính tình huống là cần thiết. Do đó, thông qua chủ nghĩa song phương, các quốc gia có thể có được các thỏa thuận và nghĩa vụ phù hợp hơn chỉ áp dụng cho các quốc gia ký kết cụ thể. Tuy nhiên, các quốc gia sẽ phải đối mặt với sự đánh đổi vì chi phí giao dịch lãng phí hơn so với chiến lược đa phương. Trong chiến lược song phương, một hợp đồng mới phải được đàm phán cho mỗi quốc gia tham gia. Vì vậy, nó có xu hướng được ưa thích khi chi phí giao dịch thấp và thặng dư thành viên, tương ứng với thặng dư nhà sản xuất về mặt kinh tế, là cao. Hơn nữa, điều này sẽ có hiệu quả nếu một quốc gia có ảnh hưởng muốn kiểm soát các quốc gia nhỏ từ góc độ chủ nghĩa tự do, bởi vì xây dựng một loạt các thỏa thuận song phương với các quốc gia nhỏ có thể làm tăng ảnh hưởng của nhà nước đó.